# Hasta siempre, hijo mío
Hasta siempre, hijo mío (en chino simplificado, 地久天长; pinyin, Dì jiǔ tiān cháng) es una película dramática china de 2019 dirigida por Wang Xiao-shuai. Fue seleccionada para competir por el Oso de Oro en el 69.º Festival Internacional de Cine de Berlín. En el festival, la película ganó los dos premios principales de interpretación: Wang Jingchun y Yong Mei ganaron el Oso de Plata a mejor actor y mejor actriz, respectivamente.

## Sinopsis
La película cuenta la historia de dos familias a lo largo de unos treinta años: Liu Yaojun, Wang Liyun y su hijo Liu Xing ('Xingxing') junto con Shen Yingming, Li Haiyan y su hijo Shen Hao ('Haohao'). Haohao y Xingxing nacieron el mismo día. Ambas familias eran cercanas y trabajaban en la misma fábrica, pero se distanciaron en la década de 1980.
Después de la muerte de Xingxing, que se ahogó mientras jugaba junto a un embalse con Haohao y otros niños, Yaojun y Liyun se mudan a otra provincia (Fujian) y adoptaron a un "nuevo" niño al que rebautizaron 'Xingxing', que se distancia de sus padres adoptivos y los abandona cuando era un adolescente. Yingming y Haiyan hacen una fortuna en el sector inmobiliario y Haohao se convierte en médico.
Cuando Haiyan está a punto de morir, invita a Yaojun y Liyun a volver a su ciudad natal, que apenas reconocen después de tanto desarrollo urbano. Al final, Haohao le cuenta a los padres de Xingxing que había obligado a Xingxing a jugar en el embalse porque los otros niños se reían de él y se sentía avergonzado. Tras esta revelación, Liu Yaojun y Wang Liyun reciben una llamada telefónica de su distanciado hijo adoptivo para decirles que volverá a visitarlos junto a su nueva novia.
La película retrata el viaje de las dos familias con flashbacks no cronológicos que explican el curso de sus vidas. Habla del afecto, el matrimonio, tener y criar hijos (con la política de hijo único), el despido colectivo debido a la reforma económica, los altibajos en la vida, el duelo y muchos cambios sociales en China, lo que resulta en experiencias de vida complicadas.

## Reparto
- Wang Jingchun (como Liu Yaojun);
- Yong Mei (como Wang Liyun);

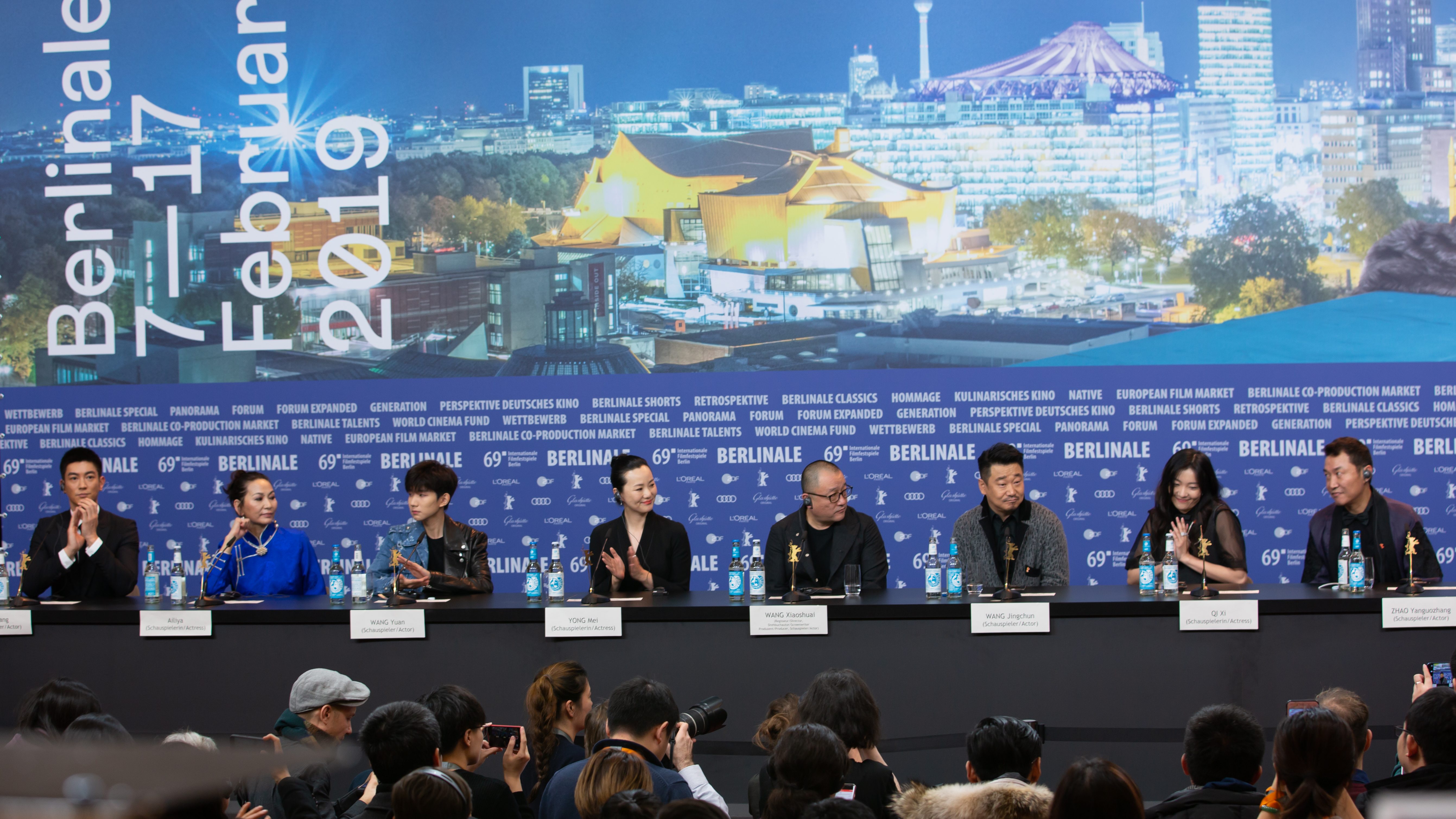
Conferencia de prensa del equipo de rodaje en el Festival de Cine de Berlín de 2019.

- Qi Xi (como Shen Moli, hermana de Shen Yingming);
- Roy Wang (como Liu Xing, hijo de Liu Yaojun y Wang Liyun);
- Du Jiang (como Shen Hao, hijo de Shen Yingming y Li Haiyan);
- Ai Liya (como Li Haiyan);
- Xu Cheng (como Shen Yingming);
- Li Jingjing (como Gao Meiyu, que se convierte en esposa de Zhang Xinjian);
- Zhao Yanguozhang (como Zhang Xinjian).

## Recepción y crítica
La película tiene una calificación del 100% en Rotten Tomatoes basada en 36 reseñas, con una puntuación media de 8,6/10. El consenso crítico del sitio dice: «Íntima en su enfoque pero épica en tamaño y alcance, Hasta siempre, hijo mío presenta una desgarradora saga de tragedia familiar en el contexto del rostro cambiante de la China moderna.»

## Premios y nominaciones
| Año  | Premio                                               | Categoría                              | Destinatario(s)         | Resulado  |
| ---- | ---------------------------------------------------- | -------------------------------------- | ----------------------- | --------- |
| 2019 | 69.º Festival Internacional de Cine de Berlín        | Oso de Plata a mejor actor             | Wang Jingchun           | Ganador   |
| 2019 | 69.º Festival Internacional de Cine de Berlín        | Oso de Plata a mejor actriz            | Yong Mei                | Ganadora  |
| 2019 | 69.º Festival Internacional de Cine de Berlín        | Oso de Oro                             | Hasta siempre, hijo mío | Nominada  |
| 2019 | 67.º Festival Internacional de Cine de San Sebastián | Premio del Público                     | Hasta siempre, hijo mío | Nominada  |
| 2019 | 32.º Premios Golden Rooster                          | Mejor película                         | Hasta siempre, hijo mío | Nominada  |
| 2019 | 32.º Premios Golden Rooster                          | Mejor director                         | Wang Xiao-shuai         | Nominado  |
| 2019 | 32.º Premios Golden Rooster                          | Mejor guion                            | Wang Xiao-shuai y A Mei | Ganadores |
| 2019 | 32.º Premios Golden Rooster                          | Mejor actor                            | Wang Jingchun           | Ganador   |
| 2019 | 32.º Premios Golden Rooster                          | Mejor actriz                           | Yong Mei                | Ganadora  |
| 2019 | Festival Internacional de Cine de Bruselas           | Gran Premio, Competición Internacional | Hasta siempre, hijo mío | Ganadora  |